# Stropharia alcis
Stropharia alcis är en svampart som tillhör divisionen basidiesvampar, och som beskrevs av Kytöv. Stropharia alcis ingår i släktet kragskivlingar, och familjen Strophariaceae. Arten är reproducerande i Sverige.